# Van Hool Fiat 340
Le Van Hool-Fiat 340 est un autobus produit par le constructeur belge Van Hool-Fiat à partir de 1964.
Le véhicule a été présenté au Salon de Paris en octobre 1964. Il a été conçu spécialement pour satisfaire la demande de la clientèle française. Cet autobus polyvalent était proposé en version de ligne avec 50 sièges ou de tourisme avec 46 sièges plus accompagnateur. Il a naturellement été commercialisé en Belgique et en Allemagne en version ligne.
Le châssis est celui du Fiat 309 équipé du moteur diesel Fiat 220H déjà utilisé par le constructeur pour le Van Hool-Fiat 420.